# Rosa Honung
Rosa Honung är ett skivbolag formellt bildat 1983 inriktat på bland annat svensk punk. Rosa Honung existerade som kulturförening redan på 70-talet.
Rosa Honung är en kulturförening som gav ut skivor med punkband som Asta Kask, Rolands Gosskör, Tredje Könet, Weaselface, Strebers, Livin' Sacrifice och Incest Brothers med mera. Rosa Honung har också släppt Feels like a woman med Troggs. Mest känt är Rosa Honung för punkbandet Asta Kasks skivor. Carola släppte sina allra första skivor, då i gruppen Standby, på Rosa Honung, innan hon slog igenom med "Främling" i Melodifestivalen".

Rosa Honungs grundare Jan Dahlbom har via bolaget 1000db registrerat namnet Asta Kask och påstår att det namnet tillhör dem. Han lyckades även att förnya varumärket trots att bolaget gått i konkurs. En världsomspännande rörelse med namnet Kommando A.K har bildats i syfte att stödja Asta Kask i deras kamp mot Rosa Honung. En privatperson har i Rosa Honungs anda även registrerat domänen rosahonung.se. Mart Hällgren från De Lyckliga Kompisarna har skrivit en anti-Rosa Honung-låt med namnet Rosa Honungs grav.